# Sejl sikkert III
|  | Denne artikel er oprettet af botten Steenthbot ud fra en ekstern database. Den kan derfor have sproglige fejl eller mangler. Denne skabelon kan fjernes efter kontrol af indholdet. |

Sejl sikkert III er en dansk dokumentarfilm fra 1981 instrueret af Ib Dam og efter manuskript af Vincent Hansen og Ib Dam.

## Handling
Instruktionsfilm for fritidssejlere, som får råd og vink om det nødvendige sikkerhedsudstyr til de forskellige bådtyper, og som vejledes i de almindelige færdselsregler, der bør følges for at undgå ulykker. Ny revideret udgave af filmen med samme titel fra 1976.